# Jennifer Bongardt
Jennifer Bongardt (* 8. September 1982 in Hagen-Dahl, Nordrhein-Westfalen) ist eine ehemalige deutsche Kanutin. Bongardt fuhr in der Disziplin Kajak Damen im Kanuslalom. Sie begann im Alter von neun Jahren damit. Im September 2007 erschien eine Fotostrecke von ihr in der deutschen Ausgabe des Männermagazins Playboy. Mit dem Abschluss ihrer Ausbildung bei der Bundespolizei Anfang 2012 gab sie das Ende ihrer aktiven Laufbahn bekannt.

## Erfolge

### International
- 1999 – 1. Platz Junioren – Europameisterschaften
- 2000 – 1. Platz Junioren – Weltmeisterschaften (Einzel und Mannschaft)
- 2003 – 2. Platz Weltmeisterschaften in Augsburg (Einzel und Mannschaft)
- 2004 – 9. Platz Olympische Spiele in Athen
- 2005 – 8. Platz Weltcup-Gesamtwertung
- 2005 – 5. Platz Weltmeisterschaften Penrith/Australia
- 2006 – 2. Platz ICF-Weltrangliste
- 2006 – 2. Platz ICF-Weltcup-Gesamtwertung
- 2006 – 3. Platz Weltmeisterschaften / Prag (Einzel und Mannschaft)
- 2006 – 2. Platz Europameisterschaften – L’Argentière la Bessée
- 2006 – 2. Platz Weltcup-Gesamtwertung
- 2007 – 1. Platz Weltmeisterschaften / Foz do Iguaçu (Einzel und Mannschaft)
- 2007 – 8. Platz Weltcup-Gesamtwertung
- 2007 – 1. Platz Europameisterschaften / Slowakei (Mannschaft)
- 2008 – 15. Platz Olympische Spiele in Peking
- 2008 – 2. Platz Weltcup-Gesamtwertung
- 2009 – 3. Platz Europameisterschaften / Nottingham (Mannschaft)
- 2010 – 1. Platz Europameisterschaften / Bratislava (Mannschaft)
- 2010 – 2. Platz Weltmeisterschaften / Tacen (Mannschaft)
- 2010 – 4. Platz Weltmeisterschaften / Tacen

### National
- 1997 – 1. Platz Deutsche Jugend-Meisterschaften
- 1998 – 1. Platz Deutsche Jugend-Meisterschaften
- 1999 – 4. Platz Deutsche Meisterschaften (Senioren)
- 1999 – 2. Platz Gesamtergebnis A – Rangliste
- 1999 – 1. Platz Deutsche Junioren-Meisterschaften
- 2000 – 1. Platz Deutsche Junioren-Meisterschaften
- 2001 – 1. Platz Deutsche Meisterschaften (Team)
- 2001 – 2. Platz Deutsche Meisterschaften
- 2003 – 3. Platz Deutsche Meisterschaften Oker / Harz
- 2004 – 2. Platz Deutsche Meisterschaften Augsburg (Team)
- 2005 – 2. Platz Deutsche Meisterschaften Hohenlimburg
- 2005 – 3. Platz Deutsche Meisterschaften Hohenlimburg (Team)
- 2006 – 2. Platz Deutsche Meisterschaften Oker / Harz
- 2007 – 1. Platz Deutsche Meisterschaften Markkleeberg
- 2008 – 2. Platz Deutsche Meisterschaften Augsburg
- 2010 – 1. Platz Deutsche Meisterschaften Hohenlimburg